# Мартін Кромер
Мартін Кромер (пол. Marcin Kromer, 11 листопада 1512, Беч, Малопольща — 23 березня 1589, Лідзбарк-Вармінський) — польський хроніст, теолог, дипломат. Автор історичної хроніки Польщі від найдавніших часів до 1505 р.

## Біографія
Походить із міщанської сім'ї. Навчався у Болонському та Краківському університетах. З 1579 р. — єпископ. Як секретар польського короля Сигізмунда II Августа брав участь у дипломатичних місіях останнього. Автор історичної хроніки Польщі з найдавніших часів до 1505 (перше видання 1555), в якій подано відомості з історії України, та праці «Польща» (1575), що містить географічні та етнографічні дані про Україну.
Помер на замку в Лідзбарку-Вармінському, похований у місцевій катедрі.

### Доробок
Праці Мартіна Кромера використовували як джерела українськими літописцями 17 — поч. 18 ст.
Мартін Кромер був одним із найосвіченійших теологів свого часу, а також принциповим супротивником Реформації. Його праця «De origine et rebus gestis Polonorum» (видана в Базелі в 1555), що написана доброю латиною і досі вважається найкращою історією Польщі, хронологічно сягає до смерті короля Сиґізмунда І і часто вважається недостатньо критичною. Цінною також є географічно-статистична праця Мартіна Кромера «Polonia, sive de situ, populis, moribus etc. Poloniae» (вид. Базель, 1586). Серед творів — Kronika polska Marcina Kromera biskupa warmińskiego ksiąg XXX (1857).

## Пам'ять
На честь Мартіна Кромера названо відкритий 5 травня 1981 року астероїд головного поясу — 10283 Кромер.